# Ligne 1 du métro léger de Malaga
La ligne 1 (en espagnol : Línea 1 del metro ligero de Málaga) est l'une des deux lignes du réseau du métro léger de Malaga, ouverte en juillet 2014 et achevée en mars 2023. Elle est exploitée par Metro de Málaga S.A. et dessert plusieurs quartiers de Malaga.

## Historique
Le chantier de la ligne 1 commence en 2008, deux ans après le démarrage de celui de la ligne 2. En 2010, la Junte d'Andalousie décide de ne pas réaliser le chantier en une seule fois : la construction et la mise en service du tronçon à la suite de la station El Perchel sont ainsi repoussés.
Après que les autorités régionales et municipales se sont entendues en septembre 2013 sur le percement en souterrain du tronçon entre El Perchel et le terminus, la ligne 1 est inaugurée le 30 juillet 2014.
Les travaux de la section à partir de El Perchel sont relancés en juillet 2018. Le premier essai de circulation dans le tunnel prolongé a lieu au milieu du mois de mars 2022. Le 8 mars 2023, les conducteurs entreprennent les essais marche à blanc, qui consistent à simuler une exploitation en condition réelle sans passagers, dans ce même tunnel.
Le département de l'Équipement de la Junte d'Andalousie indique, le 21 mars 2023, que l'ouverture des stations Guadalmedina et Atarazanas aura lieu six jours plus tard, le 27 mars. La délégation de la Junte dans la province de Malaga précise à cette occasion que, lors de la Semaine sainte, il sera seulement possible de monter à Atarazanas entre 17 h 30 et 23 h 30 ; en provenance d'Andalucía Tech, le terminus se fera à Guadalmedina.

## Caractéristiques

### Ligne
La ligne compte 13 stations, dont cinq en surface, et parcourt 8,7 km. Elle est en correspondance avec la ligne 2 à El Perchel et Guadalmedina. Les rails sont à écartement normal et la voie est double sur l'ensemble du trajet. Elle traverse Malaga d'est en ouest.

### Stations et correspondances
|  |   |  | Station               | Commune                       | Correspondances                                     |
|  | - |  | --------------------- | ----------------------------- | --------------------------------------------------- |
|  | ■ |  | Andalucía Tech        | Malaga (Teatinos-Universidad) |                                                     |
|  | o |  | Paraninfo             | Malaga (Teatinos-Universidad) |                                                     |
|  | o |  | El Cónsul             | Malaga (Teatinos-Universidad) |                                                     |
|  | o |  | Clínico               | Malaga (Teatinos-Universidad) |                                                     |
|  | o |  | Universidad           | Malaga (Teatinos-Universidad) |                                                     |
|  | o |  | Ciudad de la Justicia | Malaga (Teatinos-Universidad) |                                                     |
|  | o |  | Portada Alta          | Malaga (Cruz de Humilladero)  |                                                     |
|  | o |  | Carranque             | Malaga (Cruz de Humilladero)  |                                                     |
|  | o |  | Barbarela             | Malaga (Cruz de Humilladero)  |                                                     |
|  | o |  | La Unión              | Malaga (Cruz de Humilladero)  |                                                     |
|  | o |  | El Perchel            | Malaga (Cruz de Humilladero)  | Ligne 2 du métro léger de Malaga · Cercanías Malaga |
|  | o |  | Guadalmedina          | Malaga (Centre)               | Ligne 2 du métro léger de Malaga                    |
|  | ■ |  | Atarazanas            | Malaga (Centre)               |                                                     |

## Exploitation
La ligne est exploitée par la société concessionnaire Metro de Málaga S.A.

### Matériel roulant
La ligne est servie par des rames Urbos III et Urbos 100 de Construcciones y Auxiliar de Ferrocarriles (CAF).

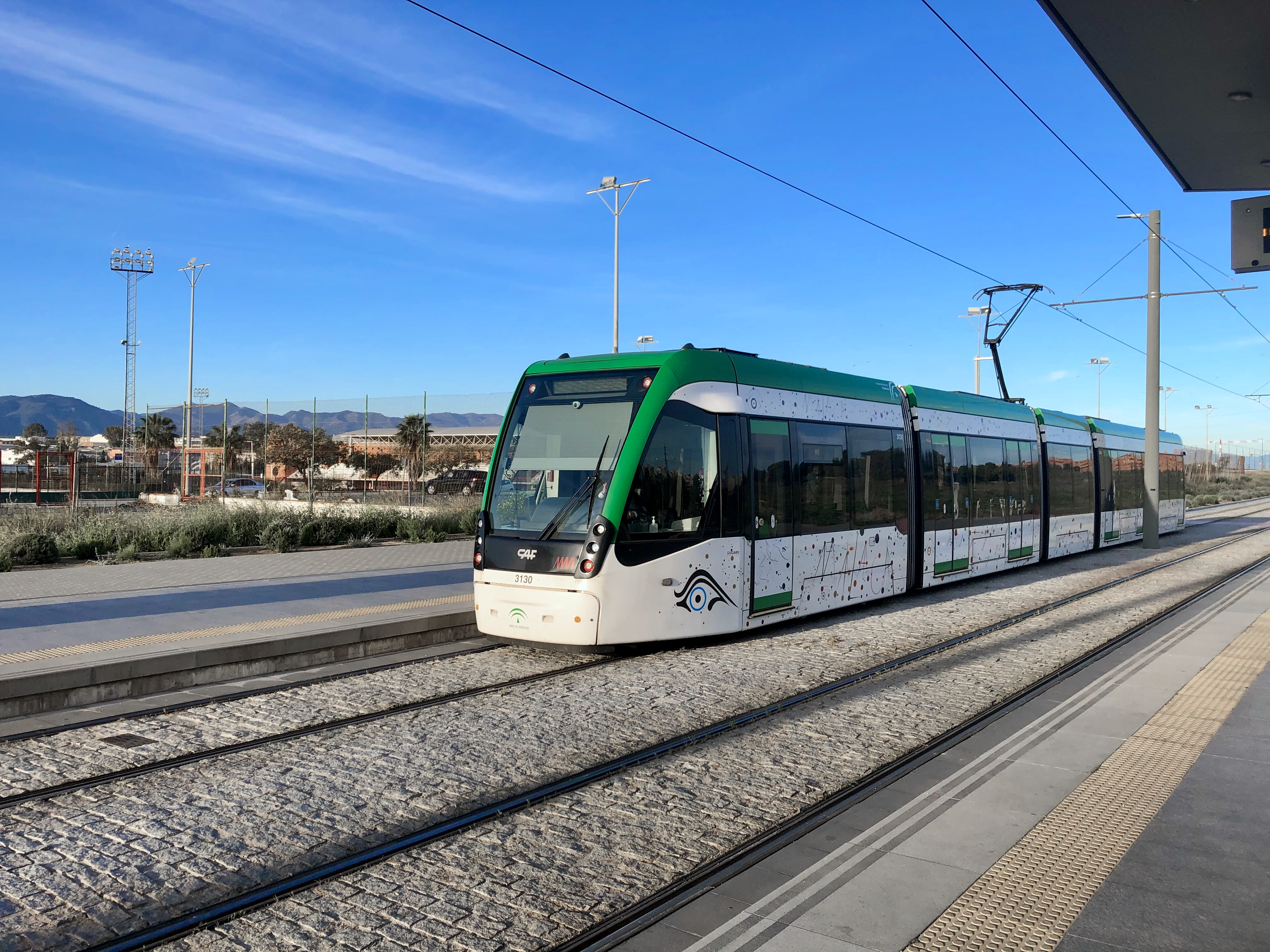
Une rame Urbos III à quai à Clínico.